# Lionel Kieseritzky

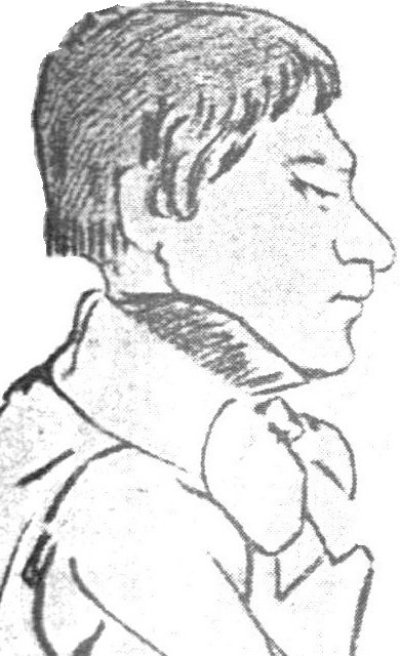
Lionel Kieseritzky

Lionel Adalbert Bagration Felix Kieseritzky (Tartu, 1 januari 1806 - Parijs, 18 mei 1853) was een Baltisch-Duitse schaker.
Zijn vader zag graag dat hij advocaat werd, maar hij voelde daar niet veel voor en werd wiskundeleraar. In 1839 vertrok hij naar Parijs waar hij schaaklessen gaf. Hij had een goed geheugen.
In 1851 speelde hij in Londen de onsterfelijke partij tegen Adolf Anderssen, die Kieseritzky verloor. Het verhaal gaat dat hij na de mooie overwinning van zijn tegenstander boos de speelzaal verliet, zonder Anderssen te feliciteren.
Kieseritzky heeft naast andere openingen het koningsgambiet grondig bestudeerd en een sterke variant hierin, het Kieseritzkygambiet, is naar hem vernoemd:
1. e4 e5
2. f4 exf4
3. Pf3 g5
4. h4 g4
5. Pe5
Daarnaast bestaat er een Boden-Kieseritzkygambiet in het loperspel, vernoemd naar Kieseritzky en de Britse schaakspeler Samuel Boden (1826—1882).